# Shortepa (huyện)
Shortepa là một huyện thuộc tỉnh Balkh, Afghanistan. Dân số thời điểm năm 1999 là 35,932 người.